# Dagestan, Tổ quốc thần thánh
"Dagestan, Tổ quốc thần thánh" (tiếng Nga: Дагестан, ты отчизна святая!, Dagestan, ty otčizna svjataja!, !داغستان، طئ وطچِىضنا صڤِاطايا) là quốc ca của Dagestan, một chủ thể liên bang của Nga, từ năm 2003 đến năm 2016. Nó được viết và phổ nhạc bởi Shirvani Chalaev.

## Lịch sử
Nó được chấp nhận vào năm 2003 và được sử dụng cho đến năm 2016. Một bài quốc ca mới của Dagestan được chấp nhận vào ngày 25 tháng 2 năm 2016. Hiện tại nó là bài hát chính thức của Lực lượng vũ trang Nga và Cảnh sát Nga ở Dagestan.

## Lời
| Дагестан, ты отчизна святая! Нет родней и свободнее края. Горы твои мудры, степи твои щедры, Древнего Каспия благодатны дары!        | Dagestan, ty otčizna svjataja! Net rodnej i svobodneje kraja. Gory tvoi mudry, stepi tvoi çedry, Drevnego Kaspija blagodatny dary!       | | داغستان (داگېصطان)، طئ وطچِىضنا صڤِاطايا .ݩېط رودݩېي ى صڤوبودݩېيې قرايا ،غورئ طڤوعى مُدرئ، ستېپِى طڤوعى ثِېدرى                                                                                     | درِېڤݩېغو قاصپِىيا بلاغوداطنئ دارئ | Ô Dagestan, Tổ quốc thần thánh! Không có mảnh đất nào tự do hơn và thân yêu hơn! Núi của Người thật thông thái, thảo nguyên của Người thật hào phóng Những món quà của biển Caspi cổ đại mang lại phước lành! | |
| Край наш вершинный! Край наш орлиный! Верой хранимый, славный Дагестан! Воля твоя непоколебима: Жить в семье единой Вечный Дагестан! | Kray naš veršinnyj! Kray naš orlinyj! Veroj hranimyj, slavnyj Dagestan! Volja tvoja nepokolebima: Žitj v semjje jedinoj Večnyj Dagestan! | !قراي ناش ڤِېرشِنّئي !قراي ناش ورڵىنئي !ڤِېروي حراݩىمئي، صلاڤنئي داغستان :ڤوڵا طڤويا ݩېپوقوڵېبِىما ژئت ڤ سېمِيې يېدِىنوي !ڤِېچنئي داغستان | Ô, vùng đất của đỉnh núi Ô, vùng đất của đại bàng! Được bảo vệ bởi đức tin, ô Dagestan vinh quang! Ý chí của Người không lay chuyển: Để sống trong một gia đình duy nhất Dagestan trường tồn! |                                  | | |
| Дагестан, перед силою вражьей Не склонял головы ты отважной! Сердце — скала, зоркость орла! Кровь героев всегда в твоих жилах текла! | Dagestan, pered siloju vražjjej Ne sklonjal golovy ty otvažnoj! Serdce — skala, zorkostj orla! Krovj geronev vsegda v tvoih žilah tekla! | داغستان، پِېرِېد سىلويُ ڤراژِيېي | ݩې صقلوݩال غولوڤئ طئ وطڤاژنوي | سېردڞې — صقالا، ضورقوست ورلا     | قروڤِ گېرويېڤ ڤسېغدا ڤ طڤوعىح ژئلاح تېقلا | Ô Dagestan, dưới sức mạnh của kẻ thù Những kẻ không bào giờ bắt cái đầu dũng cảm của Người cúi cuống Trái tim của Người là một tảng đá, sự cảnh giác của Người là của một con đại bàng! Máu của những anh hùng của chúng ta luôn chảy trong huyết quản của Người |
| Край наш вершинный! Край наш орлиный! Верой хранимый, славный Дагестан! Воля твоя непоколебима: Жить в семье единой Вечный Дагестан! | Kray naš veršinnyj! Kray naš orlinyj! Veroj hranimyj, slavnyj Dagestan! Volja tvoja nepokolebima: Žitj v semjje jedinoj Večnyj Dagestan! | !قراي ناش ڤِېرشِنّئي !قراي ناش ورڵىنئي !ڤِېروي حراݩىمئي، صلاڤنئي داغستان :ڤوڵا طڤويا ݩېپوقوڵېبِىما ژئت ڤ سېمِيې يېدِىنوي !ڤِېچنئي داغستان | Ô, vùng đất của đỉnh núi Ô, vùng đất của đại bàng! Được bảo vệ bởi đức tin, ô Dagestan vinh quang! Ý chí của Người không lay chuyển: Để sống trong một gia đình duy nhất Dagestan trường tồn! |                                  | | |